# Shāltūk
Shāltūk (persiska: شالتوک, Shālkūh) är en ort i Iran.   Den ligger i provinsen Gilan, i den nordvästra delen av landet, 260 km nordväst om huvudstaden Teheran. Shāltūk ligger 90 meter över havet och antalet invånare är 167.
Terrängen runt Shāltūk är varierad. Runt Shāltūk är det ganska tätbefolkat, med 124 invånare per kvadratkilometer. Närmaste större samhälle är Fūman, 10,5 km öster om Shāltūk. I omgivningarna runt Shāltūk växer i huvudsak blandskog.